# Вертах
Вертах (њем. Wertach) град је у њемачкој савезној држави Баварска. Једно је од 28 општинских средишта округа Обералгој. Према процјени из 2010. у граду је живјело 2.440 становника. Посједује регионалну шифру (AGS) 9780145.

## Географски и демографски подаци
Вертах се налази у савезној држави Баварска у округу Обералгој. Град се налази на надморској висини од 885–1695 метара. Површина општине износи 45,6 km². У самом граду је, према процјени из 2010. године, живјело 2.440 становника. Просјечна густина становништва износи 53 становника/km².